# 馬林卡戰役
馬林卡戰役是於2022年至2023年俄罗斯軍隊和乌克兰軍隊之间在烏克蘭東部頓涅茨克州馬林卡市进行的一場軍事交戰。2024年2月21日，俄罗斯总统普京承认了顿涅茨克人民共和国，並在三天後入侵乌克兰，該战斗亦隨即开始。三周后，俄罗斯和顿涅茨克人民共和国部队，对马林卡发动了进攻，成功征服该镇。

## 背景
2015年6月，在顿巴斯战争期間，马林卡與周邊地區爆發了戰鬥，持續了一天，是2月《新明斯克協議》签署后首次爆發的冲突。最後親俄方的攻勢失败，烏克蘭軍隊继续控制马林卡，同時在此构筑要塞。

## 交戰
2022年3月17日，俄罗斯国防部声称，顿涅茨克人民共和国的军队占领了马林卡。3月30-31日，俄軍使用白磷彈，導致該鎮爆發“幾十個火灾”，其後由乌克兰的緊急服務部门扑灭。4月17日，俄軍炮击该市，造成两人死亡，四人受伤。两天后，烏克蘭軍隊完全控制了马林卡。4月26日，烏軍击退了俄軍的袭击。
戰爭研究所於5月20日的报道指，俄方在马里乌波尔围城战戰勝后，把集中力轉移了至马林卡。俄罗斯国防部在7月3日称，乌克兰的第54機械化旅在马林卡的冲突中，损失了“超过6成的人员和装备”。8月5日，顿涅茨克人民共和国和瓦格纳集团的部队声称，已控制了马林卡的一半。翌日，烏克蘭声称马林卡正被围困。
2023年12月6日，俄軍宣稱佔領馬林卡，但烏克蘭否認。12月12日，俄軍於馬林卡西側升起俄羅斯國旗與勝利旗。12月25日，俄罗斯联邦国防部宣布完全控制馬林卡，烏克蘭方面起初表示戰鬥仍在繼續，乌军总司令瓦列里·扎卢日内则于次日承认马林卡已经失守。

## 对双方的意义
马林卡从西南毗邻顿涅茨克，距离顿涅茨克的彼得罗夫斯基区仅一公里。一条从顿涅茨克通往扎波罗热的主要高速公路H15经过马林卡。马林卡的陷落使得乌克兰方进入全面防御态势。俄罗斯方面获得了历经10年马林卡争夺的胜利和俄乌战争战场的战略主动权，并获得机会从马林卡进攻乌克兰武装部队南部的另一个据点新米哈伊利夫卡，如果成功，则沿侧翼向武赫莱达尔地区的乌克兰桥头堡发起进攻。
而馬林卡對雙方來說都具有重大戰略意義，馬林卡是目前俄軍東部戰線與南部戰線的交叉口﹑被俄軍控制後，對俄軍兩戰線的調兵、偕同地面聯動作戰有相當高的助益，故具有重要的戰略價值。而以烏軍方面，馬林卡作為突出部，可阻截俄軍兩大戰線的連動能力，對烏軍也是難以忽略的重要戰略目標